# Lesung Batu (Rawas Ulu)
Lesung Batu is een bestuurslaag in het regentschap Musi Rawas van de provincie Zuid-Sumatra, Indonesië. Lesung Batu telt 2040 inwoners (volkstelling 2010).